# Знавіснілий світ
«Знавіснілий світ» (англ. World Gone Wild) — американський фантастичний бойовик 1988 року.

## Сюжет
2087 рік. Після ядерної війни на території колишніх Сполучених Штатів Америки, вода цінується понад усе. Ізольоване поселення Лост Велс виживає за рахунок того, що його мешканці ретельно оберігають джерело чистої води. Однак спокійне життя поселенців закінчується з появою в селі якогось зловісного культу — групи зомбованих юнаків, під проводом психопата Дерека. Жителі селища не здатні протистояти бандитам, і тільки колишній найманець Ітан, що проживає в селі, дає відсіч. Дерек зі своєю молодою командою залишає Лост Велс, але обіцяє скоро повернутися, щоб довершити почате. Єдиною надією залишається старий друг Ітана Джордж, що мешкає десь в районі руїн міста, яке знаходиться далеко від села. Але навіть він і його брати по зброї можуть не вижити в цьому божевільному світі.

## У ролях
- Брюс Дерн — Ітан
- Майкл Паре — Джордж Лендон
- Кетрін Мері Стюарт — Енджі
- Адам Ент — Дерек Абернаті
- Ентоні Джеймс — Тен Ватт
- Рік Поделл — Екслайн
- Джуліус Керрі — Нітроо
- Алан Отрі — Хенк
- Мінді Макеннан — Кейт
- Брайан Дж. Томпсон — Метью
- Девід Дерш — Даніель
- Пеппі Сандерс — Міна
- Фред Нельсон — Пол
- Генрі Макс Кендрік — Леланд
- Ларрі Стакі — Ерік
- Річард Ізраель — Ленс
- Х'ю Буррітт — Джоел
- Ерл В. Сміт — Рой
- Дебора Шор — Лілі Лірик
- Мік Роджерс — Челленджер 9211
- Рон Кемпбелл — кадет 1
- Вілл Ханна — людина з немовлям
- Ларрі Кетчам — Вотер Бос
- Норман Стоун — селянин 1
- Стівен Гастінгс — селянин 2
- Карен Ньюхаус — повія
- Ненсі Дж. Говард — жертва зґвалтування
- Чарльз Джуліан — старик